# Alfie Templeman
Alfie George Templeman (Carlton, 26 gennaio 2003) è un cantautore e polistrumentista britannico. Nel 2016, ha iniziato a registrare e pubblicare demo all'età di 13 anni. Templeman ha fatto il suo debutto da solista professionale nel 2018 e da allora ha pubblicato quattro spettacoli prolungati. Descrive la sua musica come " indie R&B ".